# Patrick Volkerding

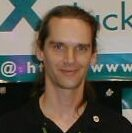
Patrick Volkerding na Linuxworld 2000

Patrick J. Volkerding (ur. 20 października 1966) – twórca i opiekun najstarszej z wciąż aktualizowanych dystrybucji GNU/Linux – Slackware.
Volkerding zdobył licencjat z Informatyki na Minnesota State University Moorhead w roku 1993.
Użytkownicy Slackware’a często nazywają Volkerdinga po prostu „The Man” jako wyraz uznania dla jego poświęcenia i wkładu pracy jaki włożył w stworzenie i rozwój Slackware’a. Przez krótki czas Chris Lumens i inne osoby asystowały Volkerdingowi w tworzeniu Slackware’a, jednak od kilku lat pracuje on znowu sam.
Volkerding jest żonaty (żona Andrea). 22 listopada 2005 roku państwu Volkerding urodziła się córka Briah Cecilia.